# Caprella tsugarensis
Caprella tsugarensis (лат.) — вид морских ракообразных из отряда бокоплавы класса высшие раки. В ископаемом виде неизвестны.
Длина тела самцов 19—25, самок 6,5—14 мм. Тело самца длинное, тонкое и гладкое. Хватательные конечности 2-й пары кренятся к середине II грудного сегмента, их 2-й членик очень короткий, а 6-й членик вздутый, очень длинный, его длина в 3,5 раза больше ширины. Жаберные мешки крупные. Грудные ножки резко увеличиваются в размере от 5-й к 7-й паре, 6-й членик их имеет слегка вогнутую ладонь, покрытую короткими толстыми щетинками, запирательные шипы толстые, с 4 зубцами на вершине. Для самок характерно расширение III и IV грудных сегментов. Хватательные конечности 2-й пары крепятся к переднему краю II сегмента.
Вид встречается на северо-западе Тихого океана в заливе Посьета, у северной части острова Хонсю и у южных Курильских островов. Живет на глубине от 1 до 8 м. Обитают в основном на листьях морских трав (зостера и филлоспадикс), иногда на водорослях (саргассум и ламинария).